# العلاقات اليونانية البليزية
العلاقات اليونانية البليزية هي العلاقات الثنائية التي تجمع بين اليونان وبليز.

## مقارنة بين البلدين
هذه مقارنة عامة ومرجعية للدولتين:
| وجه المقارنة                                              | اليونان                                                                             | بليز         |
| --------------------------------------------------------- | ----------------------------------------------------------------------------------- | ------------ |
| المساحة (كم2)                                             | 131.96 ألف                                                                          | 22.97 ألف    |
| عدد السكان (نسمة)                                         | 10.76 مليون                                                                         | 374.68 ألف   |
| الكثافة السكانية (ن./كم²)                                 | 81.54                                                                               | 16.31        |
| العاصمة                                                   | أثينا، نافبليو                                                                      | بلموبان      |
| اللغة الرسمية                                             | لغة يونانية، اليونانية الديموطيقية ‏                                                 | لغة إنجليزية |
| العملة                                                    | يورو، دراخما، فينيكس يوناني ‏                                                        | دولار بليزي  |
| الناتج المحلي الإجمالي (بليون دولار)                      | 200.29 مليار                                                                        | 1.84 مليار   |
| الناتج المحلي الإجمالي (تعادل القوة الشرائية) بليون دولار | 285.45 مليار                                                                        | 3.05 مليار   |
| الناتج المحلي الإجمالي الاسمي للفرد دولار أمريكي          | 18.00 ألف                                                                           | 4.88 ألف     |
| الناتج المحلي الإجمالي للفرد دولار أمريكي                 | 26.85 ألف                                                                           | 8.42 ألف     |
| مؤشر التنمية البشرية                                      | 0.865                                                                               | 0.715        |
| رمز المكالمات الدولي                                      | +30                                                                                 | +501         |
| رمز الإنترنت                                              | .gr                                                                                 | .bz          |
| المنطقة الزمنية                                           | توقيت شرق أوروبا، ت ع م+02:00، ت ع م+03:00، توقيت شرق أوروبا الصيفي ‏، أوروبا/أثينا ‏ | 00           |

## منظمات دولية مشتركة
يشترك البلدان في عضوية مجموعة من المنظمات الدولية، منها:
| علم المنظمة | اسم المنظمة                        | تاريخ انضمام اليونان | تاريخ انضمام بليز |
| ----------- | ---------------------------------- | -------------------- | ----------------- |
|             | مؤسسة التنمية الدولية              | 9 يناير 1962         | 19 مارس 1982      |
|             | يونسكو                             | 4 نوفمبر 1946        | 10 مايو 1982      |
|             | وكالة ضمان الاستثمار متعدد الأطراف | 30 أغسطس 1993        | 29 يونيو 1992     |
|             | الأمم المتحدة                      | 25 أكتوبر 1945       | 25 سبتمبر 1981    |
|             | الفريق المعني برصد الأرض           | ?                    | ?                 |
|             | الاتحاد البريدي العالمي            | ?                    | ?                 |
|             | البنك الدولي للإنشاء والتعمير      | 27 ديسمبر 1945       | 19 مارس 1982      |
|             | الاتحاد الدولي للاتصالات           | 1866                 | 16 ديسمبر 1981    |
|             | منظمة حظر الأسلحة الكيميائية       | ?                    | ?                 |
|             | مؤسسة التمويل الدولية              | 26 سبتمبر 1957       | 19 مارس 1982      |
|             | منظمة التجارة العالمية             | 1995                 | ?                 |
|             | منظمة الشرطة الجنائية الدولية      | ?                    | ?                 |

## وصلات خارجية
- موقع وزارة الخارجية اليونانية
- موقع وزارة الخارجية البليزية